# Liechtenstein en los Juegos Olímpicos de Barcelona 1992
Liechtenstein estuvo representado en los Juegos Olímpicos de Barcelona 1992 por siete deportistas, cuatro hombres y tres mujeres, que compitieron en cuatro deportes.
La portadora de la bandera en la ceremonia de apertura fue la atleta Manuela Marxer. El equipo olímpico liechtensteiniano no obtuvo ninguna medalla en estos Juegos.